# 1 апреля
1 апреля — 91-й день года (92-й в високосные годы) по григорианскому календарю.
До конца года остаётся 274 дня.
До 15 октября 1582 года — 1 апреля по юлианскому календарю, с 15 октября 1582 года — 1 апреля по григорианскому календарю.
В XX и XXI веках соответствует 19 марта по юлианскому календарю.

## Праздники и памятные дни
См. также: Категория:Праздники 1 апреля

### Международные
- День смеха (День дураков)
- Международный день птиц

### Национальные
- Иран — День Исламской Республики Иран (1979).
- Кипр — День начала национально-освободительной борьбы против английских колонизаторов.
- Сан-Марино — Введение в должность нового Капитана-Регента.
- ЮАР — День семьи.
- Япония — Мияко одори (весенний фестиваль танца).

### Религиозные

#### Католицизм
- Память Хью Шатонёфского[англ.], епископа Гренобля (1132);
- память Мелитона Сардийского (ок. 180);
- память мученицы Теодоры;
- память аббата Валарика[англ.] (622);
- память Келлаха (Цельса или Целестина)[англ.], архиепископа Арма (1129);
- память Жильбера[англ.], епископа Кейтнесса (1245);
- память святого Теудрига;
- память Алиеноры Аквитанской;
- память Лодовико Павони.

#### Православие[2][3]

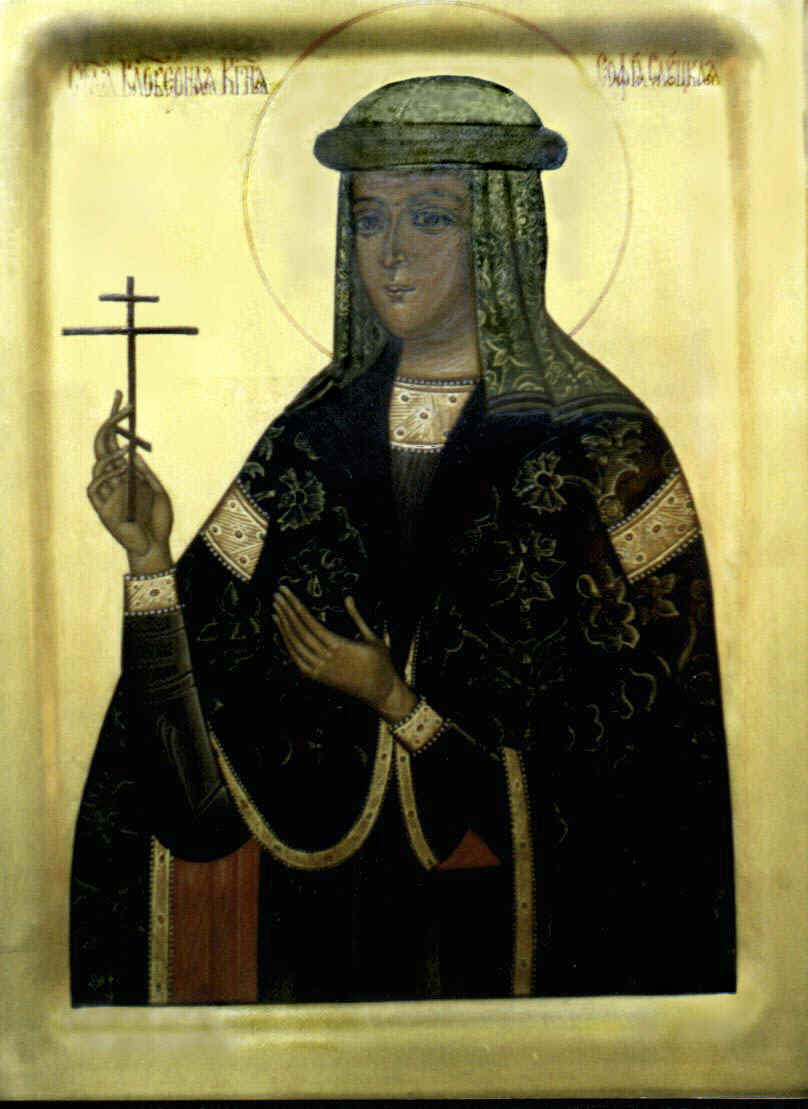
София Слуцкая

- Память мучеников Хрисанфа и Дарии и с ними мучеников Клавдия, трибуна, Иларии, жены его, Иасона и Мавра, сынов их, Диодора, пресвитера, и Мариана, диакона (283 год);
- память мученика Панхария Римского (ок. 302 года)[4];
- память преподобной Вассы Псково-Печерской (ок. 1473 года);
- память преподобного Иннокентия Комельского, Вологодского (1521 год);
- память праведной Софии, княгини Слуцкой (1612 год);
- память исповедника Иоанна Блинова (1933 год);
- память преподобномученицы Матроны (Алексеевой), монахини (1938 год);
- память преподобного Симеона Дайбабского (1941 год);
- память преподобного Симеона Псково-Печерского (1961 год);
- празднование икон Божией Матери:
  - «Умиление», Смоленской (1103);
  - «Аз есмь с вами, и никтоже на вы» (Леушинской).

### Именины
- Католические: Валерий, Гильберт, Келлах, Мелитон, Феодора, Теодора, Теудриг, Хью, Целестин, Цельс
- Православные: Асон, Васса, Дарья, Диодор, Иван, Илария, Иннокентий, Клавдий, Мавр, Марьян, Матрёна, Панхарий, Софья, Хрисанф, Ясон[2][3].

## События
См. также: Категория:События 1 апреля

### До XIX века
- 286 — римский император Диоклетиан наделил Максимиана Геркулия полномочиями соправителя и отдал в управление западные регионы Римской империи.
- 325 — четырёхлетний Чэн-ди унаследовал у своего отца Мин-ди престол империи Цзинь.
- 457 — Майориан объявлен римским императором.
- 527 — византийский император Юстин I назначил своего племянника Юстиниана I соправителем и будущим императором.
- 568 — начало вторжения лангобардов в Италию.
- 998 — основатель французской королевской династии Гуго Капет ради приращения королевства женил своего сына Роберта II Благочестивого на Сусанне Итальянской.
- 1269 — князь Гданьского Поморья Мстивой II принёс вассальную клятву маркграфам Бранденбурга.
- 1340 — датский национальный герой Нильс Эббесен отрубил голову немецкому наместнику в Дании Герхарду III в его собственной спальне.
- 1545 — после открытия серебряных рудников на территории современной Боливии основан один из крупнейших городов Нового Света Потоси.
- 1572 — морские гёзы захватили город Брилле в нидерландской провинции Зеландия, что послужило сигналом к общенациональному восстанию против испанского колониального владычества в Нидерландах.
- 1579 — основан Виленский университет.
- 1625 — испано-португальская военная экспедиция захватила Салвадор-да-Баия у Голландской Вест-Индской компании.
- 1734 — в Луйсбурге (Новая Шотландия) открылся первый в Канаде маяк (высотой 24 метра).
- 1778 — новоорлеанский бизнесмен Оливер Поллок (англ. Oliver Pollock) придумал знак доллара — $.

### XIX век
- 1803 — французское правительство запрещает давать детям имена, которых нет в календаре.
- 1808 — император Александр I провозгласил «навечное» присоединение Финляндии к России.
- 1828 — в Петербурге торжественно устанавливается первая колонна Исаакиевского собора, в основание которой заложена памятная медаль.
- 1853 — Цинциннати становится первым городом США, в котором пожарным начинают выплачивать регулярную зарплату.
- 1875 — английская «Таймс» становится первой в мире газетой, опубликовавшей недельный прогноз погоды.
- 1877 — впервые на русском языке в Мариинском театре была поставлена опера «Аида».
- 1889 — в Чикаго появилась в продаже первая посудомоечная машина, созданная Джозефиной Кокрейн.
- 1890 — бельгийский эмигрант Шарль Ван Депуле (нидерл. Charles Van Depoele) получил в США патент на первый троллейбус.
- 1891 — художник Поль Гоген отплыл из Марселя на Таити.

### XX век
- 1901 — одно из крупнейших кораблекрушений XX века: турецкий корабль «Аслана» разбился на подводных камнях в Красном море; жертвами катастрофы стали 180 человек[5].
- 1902 — американский пчеловод Джеймс Хеддон (англ. James Heddon) запатентовал первый в мире рыболовный воблер «The „Dowagiac“ Casting Bait».
- 1918
  - Основаны Воздушные силы Великобритании.
  - В провинции Альберта (Канада) принимается «сухой закон».
- 1919 — Вальтер Гропиус открыл архитектурную школу Баухаус.
- 1923 — после 5-летнего перерыва возобновлён выпуск журнала «Огонёк».
- 1924 — оглашение приговора суда по делу Пивного путча. Осуждение Адольфа Гитлера на пять лет тюремного заключения в крепость Ландсберг.
- 1925 — в Иерусалиме заложен «Еврейский университет».
- 1925 — в Ленинграде при Губсуде создан Криминологический кабинет (с целью изучения преступников и преступности) численностью более 300 человек[6].
- 1926 — Антуан де Сент-Экзюпери опубликовал свой первый рассказ «Лётчик».
- 1931 — прочитаны первые лекции в Крымском медицинском институте (день считается датой основания вуза).
- 1933 — в нацистской Германии проходит общенациональный однодневный бойкот еврейских фирм и магазинов.
- 1936 — курс советского рубля переориентируется на европейские валюты.
- 1937 — Великобритания выделила Бирму из состава Британской Индии.
- 1938 — в Швейцарии состоялась первая широкая презентация растворимого кофе.
- 1939 — завершение Гражданской войны в Испании. Франко заявляет о своей полной победе.
- 1940 — в Нью-Джерси впервые демонстрируется электронный микроскоп.
- 1946 — посёлок Саров выбран местом расположения первого советского ядерного центра, будущего «Арзамас-16». Теперь — федеральный ядерный центр «Российский научно-исследовательский институт экспериментальной физики» (Нижегородская область).
- 1948 — Фарерские острова получили автономию от Дании.
- 1955 — ЭОКА начала военную кампанию против Великобритании с целью присоединить Кипр к Греции.
- 1960 — запущен спутник TIROS-1[англ.], впервые обеспечивший телевещание из космоса.
- 1963 — на канале ABC вышел первый эпизод мыльной оперы «Главный госпиталь».
- 1966 — в Сенегале открывается первый в мире международный фестиваль африканского искусства.
- 1969 
  - IX съезд компартии Китая объявляет об окончании «культурной революции».
  - в Новороссийске было запущено троллейбусное движение.
- 1970 — президент Ричард Никсон запретил рекламу табачной продукции на радио и телевидении.
- 1972 — компания Intel представила микропроцессор 8008.
- 1976 — Стив Джобс, Стив Возняк и Рональд Уэйн основывают Apple Computer Company.
- 1979
  - По итогам всенародного референдума, проведённого в конце марта, аятолла Хомейни провозгласил Иран исламской республикой.
  - Детский канал Nickelodeon начал вещание на всей территории США.
- 1981
  - В Польше вводится нормированное распределение продуктов питания.
  - В СССР введён регулярный переход на летнее время.
- 1984 — американский музыкант Марвин Гэй убит собственным отцом накануне своего 45-летия.
- 1985 — в продажу поступили первые в легендарной серии кроссовки Air Jordan.
- 1987 — американец Стивен Ньюмен[англ.] завершил начатое ровно четыре года назад кругосветное путешествие, преодолев за это время пешком расстояние в 36 200 км и побывав в 20 странах на пяти континентах.
- 1994 — образуется издательство компьютерной литературы «Русская Редакция», заключившее контракт на перевод и издание книг Microsoft Press.
- 1995 — начало вещания ОРТ.
- 1997
  - Президент Ельцин подписывает указ о том, что все российские чиновники должны ездить на российских автомобилях. Идею указа подсказал ему только что назначенный на пост вице-премьера Борис Немцов.
  - В Японии вышел первый эпизод аниме «Покемон».
  - Последний перигелий кометы Хейла — Боппа.
- 1999 — в Канаде из Северо-Западных территорий выделена новая территория Нунавут.

### XXI век
- 2001 — в Нидерландах заключены первые в мире однополые браки.
- 2002 — в Нидерландах при определённых условиях разрешена эвтаназия.
- 2004
  - Объявлено о грядущей приватизации крупнейшей французской авиакомпании «Air France».
  - Японский изобретатель робота-собаки Aibo Масахиро Фудзита (Masahiro Fujita) из лаборатории Sony, причастный и к созданию нового гуманоида SDR-4X II, выступил с заявлением недопустимости использования роботов в ситуациях конфликта, вроде войны в Ираке.
  - Федеральным управлением авиации США была выдана самая первая в мире лицензия для осуществления полётов на орбиту — для частного управляемого космического корабля «SpaceShipOne».
  - Открылась почта Gmail от Google.
- 2009 — Албания и Хорватия присоединились к НАТО.
- 2016 — начались вооружённые столкновения в Нагорном Карабахе, известные как «четырёхдневная война».
- 2024 — авиаудар Израиля по иранскому консульству в Дамаске.

## Родились
См. также: Категория:Родившиеся 1 апреля

### До XIX века
- 1220 — Император Го-Сага (ум. 1272), 88-й император Японии (1242—1246).
- 1431 — Франсуа Вийон (наст. фамилия Монкорбье; ум. после 1463), французский поэт.
- 1578 — Уильям Гарвей (ум. 1657), английский врач, анатом, основатель современной физиологии и эмбриологии.
- 1697 — Антуан-Франсуа Прево (ум. 1763), французский писатель.
- 1730 — Соломон Гесснер (ум. 1788), швейцарский поэт и художник.
- 1750 — Гуго Коллонтай (ум. 1812), польский публицист и общественный деятель эпохи Просвещения.
- 1753 — Жозеф Мари де Местр (ум. 1821), французский государственный деятель, публицист и религиозный философ, граф.
- 1776 — Софи Жермен (ум. 1831), французская женщина-математик и механик.

### XIX век

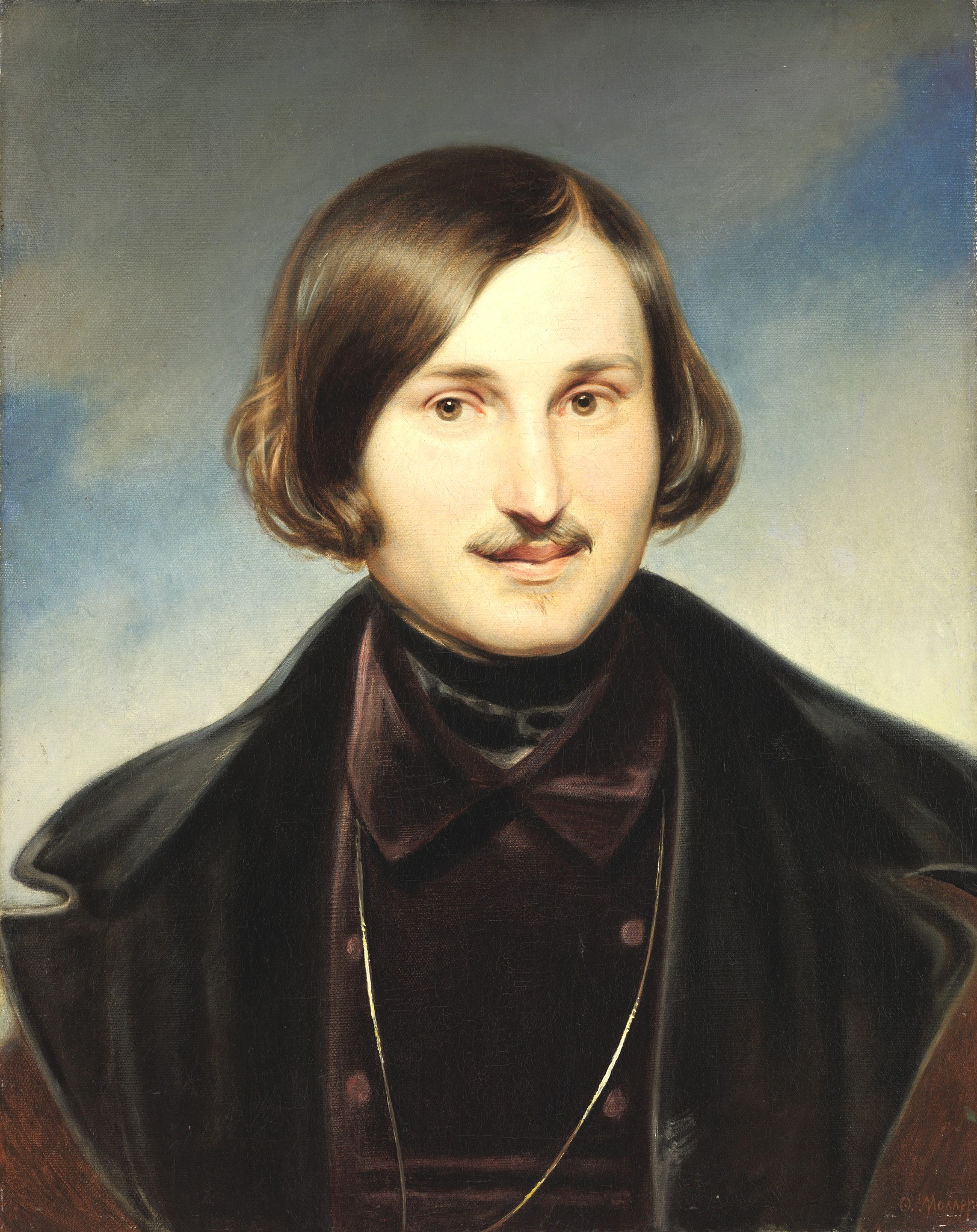
Гоголь

- 1809 — Николай Гоголь (ум. 1852), прозаик, драматург, критик, поэт, публицист, классик русской литературы.
- 1815 — Отто фон Бисмарк (ум. 1898), первый канцлер Германской империи (1871—1890).
- 1831 — Альберт Анкер (ум. 1910), швейцарский художник и график.
- 1837 — Хорхе Исаакс (ум. 1895), колумбийский писатель, политик и солдат.
- 1840 — Илларион Прянишников (ум. 1894), русский художник-передвижник, педагог, академик.
- 1860 — Сергей Реформатский (ум. 1934), русский советский химик-органик, специалист в области металлоорганического синтеза, член-корреспондент АН СССР.
- 1865 — Рихард Зигмонди (ум. 1929), австро-венгерский и немецкий химик, лауреат Нобелевской премии (1925).
- 1866 — Ферруччо Бузони (ум. 1924), итальянский композитор, пианист-виртуоз, педагог и дирижёр.
- 1867 — Юзеф Балзукевич (ум. 1915), польский художник.
- 1868 — Надежда Забела-Врубель (ум. 1913), русская певица, жена художника М. А. Врубеля.
- 1868 — Эдмон Ростан (ум. 1918), французский поэт, драматург и юрист, член Французской академии, автор пьес «Сирано де Бержерак», «Орлёнок» и др.
- 1873 — Сергей Рахманинов (ум. 1943), русский композитор, пианист и дирижёр.
- 1875 — Ричард Горацио Эдгар Уоллес (ум. 1932), английский писатель, киносценарист, драматург и журналист, автор сценария к фильму «Кинг-Конг» и др.
- 1876 — Розалия Землячка (ум. 1947), российская революционерка, советский государственный и партийный деятель.
- 1878
  - Арази (наст. имя Мовсес Арутюнян; ум. 1964), армянский советский писатель.
  - Карл Штернхейм (ум. 1942), немецкий писатель, критик, публицист, драматург.
- 1879 — Илья Шатров (ум. 1952), русский военный музыкант, капельмейстер и композитор («На сопках Маньчжурии» и др.).
- 1882 — Поль Анспах (ум. 1981), бельгийский фехтовальщик еврейского происхождения, олимпийский чемпион.
- 1883 — Лон Чейни (ум. 1930), американский актёр театра и кино, режиссёр, сценарист, «человек с тысячью лиц».
- 1885 — Уоллес Бири (ум. 1949), американский актёр театра и кино, лауреат премии «Оскар».
- 1887 — Леонард Блумфилд (ум. 1949), американский языковед.
- 1898 — Уильям Джеймс Сидис (ум. 1944), американский вундеркинд.
- 1899 — Рубен Симонов (наст. фамилия Симонянц; ум. 1968), актёр, главный режиссёр Театра им. Вахтангова, педагог, народный артист СССР.

### XX век
- 1901 — Уиттекер Чемберс (ум. 1961), американский журналист и советский разведчик.
- 1905
  - Олег Жаков (ум. 1988), киноактёр и кинорежиссёр, народный артист СССР.
  - Эмманюэль Мунье (ум. 1950), французский философ-персоналист.
  - Мария Смирнова (ум. 1993), советский кинодраматург (сценарии: «Бабы», «Сельский учитель» и др.).
  - Пол Хэзлак (ум. 1993), генерал-губернатор Австралии (1969—1974).
  - Гастон Эйскенс (ум. 1988), бельгийский политик, трижды занимал пост премьер-министра Бельгии на протяжении 1940-х — 1970-х годов.
- 1906 — Александр Яковлев (ум. 1989), советский авиаконструктор, академик АН СССР, создатель самолётов серии Як.
- 1908 — Абрахам Маслоу (ум. 1970), американский психолог, один из лидеров гуманистической психологии.
- 1910 — Сергей Анохин (ум. 1986), советский лётчик-испытатель, Герой Советского Союза.
- 1919 — Джозеф Эдвард Мюррей (ум. 2012), американский хирург-трансплантолог, лауреат Нобелевской премии (1990).
- 1920
  - Юрий Медведев (ум. 1991), актёр театра и кино («Человек-амфибия», «Щит и меч» и др.), народный артист РСФСР.
  - Тосиро Мифунэ (ум. 1997), японский актёр, «главный самурай» японского кино.
- 1921 — Андре Стиль (ум. 2004), французский писатель, лауреат Сталинской премии.
- 1922 — Сергей Алексеев (ум. 2008), советский и российский писатель, автор рассказов и повестей для детей.
- 1926 — Энн Маккефри (ум. 2011), американская писательница-фантаст.
- 1927
  - Жак Майоль (ум. 2001), французский ныряльщик, первым в мире погрузившийся без акваланга на глубину 100 м.
  - Ференц Пушкаш (ум. 2006), венгерский футболист.
- 1928
  - Валентин Берестов (ум. 1998), русский советский писатель, переводчик, поэт-лирик, детский писатель.
  - Кионори Кикутакэ (ум. 2011), японский архитектор-метаболист.
- 1929 — Милан Кундера (ум. 2023), чешский и французский писатель-прозаик.
- 1930 — Хорен Абрамян (ум. 2004), актёр театра и кино, театральный режиссёр, педагог, народный артист СССР.
- 1933 — Клод Коэн-Таннуджи, французский физик, лауреат Нобелевской премии (1997).
- 1934 — Владимир Познер, советский, американский и российский журналист, теле- и радиоведущий.
- 1936 — Джон Сейр (ум. 2023), американский гребец, выступавший в академической гребле. Чемпион летних Олимпийских игр в Риме (1960), чемпион Панамериканских игр (1959).
- 1939 — Геннадий Бортников (ум. 2007), советский и российский актёр театра, кино и радио, народный артист РФ.
- 1940 — Вангари Маатаи (ум. 2011), кенийская общественная деятельница, лауреат Нобелевской премии мира (2004).
- 1943
  - Марио Ботта, швейцарский архитектор.
  - Пётр Зайченко (ум. 2019) советский и российский актёр театра и кино, заслуженный артист РФ.
- 1944 — Владимир Крайнев (ум. 2011), советский, российский и немецкий пианист, педагог, народный артист СССР.
- 1947 — Анатолий Днепров (ум. 2008), советский, американский и российский певец, музыкант, композитор, поэт-песенник.
- 1950 — Билли Карри, английский музыкант, автор песен, клавишник группы «Ultravox».
- 1953 — Барри Зонненфельд, американский кинорежиссёр, оператор, продюсер, актёр.
- 1954 — Джефф Поркаро (ум. 1992), американский барабанщик, композитор, продюсер, один из основателей рок-группы «Toto».
- 1959
  - Хельмут Дукадам (ум. 2024), румынский футболист, голкипер «Стяуа», отразивший четыре пенальти в финале Кубка Европейских чемпионов 1986 г.
  - Марина Яковлева, советская и российская актриса.
- 1961 — Серджо Скариоло, итальянский баскетбольный тренер.
- 1963 — Флемминг Давангер, норвежский кёрлингист, олимпийский чемпион (2002).
- 1964 — Скотт Стивенс, канадский хоккеист, обладатель Кубка Канады (1991), трёхкратный обладатель Кубка Стэнли.
- 1965 — Ольга Дроздова, советская и российская актриса театра и кино, народная артистка РФ.
- 1966 — Александр Сладков, российский военный журналист, специальный корреспондент ДИП «Вести» ВГТРК.
- 1968 — Ингрид Климке, немецкая спортсменка-конник, двукратная олимпийская чемпионка.
- 1971 — Святослав Ещенко, российский юморист, актёр театра и кино, артист разговорного жанра.
- 1973 — Анна Карин Зидек, шведская биатлонистка, олимпийская чемпионка (2006), чемпионка мира (2007).
- 1975 — Магдалена Малеева, болгарская теннисистка, бывшая четвёртая ракетка мира.
- 1976
  - Кларенс Зеедорф, нидерландский футболист и тренер.
  - Габор Кирай, венгерский футболист. Самый возрастной футболист, принимавший участие в матче финального турнира чемпионата Европы.
- 1978 — Анамария Маринка, румынская актриса кино и телевидения.
- 1981 — Бьёрн Эйнар Ромёрен, норвежский прыгун на лыжах с трамплина.
- 1982 — Андреас Торкильдсен, норвежский копьеметатель, двукратный олимпийский чемпион (2004 и 2008).
- 1983 — Сергей Лазарев, российский певец, актёр и телеведущий.
- 1986
  - Ирен Вюст, нидерландская конькобежка, 6-кратная олимпийская чемпионка, многократная чемпионка мира и Европы.
  - Monatik (Дмитрий Монатик), украинский певец, танцор, хореограф, композитор, автор песен.
- 1987 — Дин Цзюньхуэй, китайский игрок в снукер.
- 1988
  - Брук Лопес, американский баскетболист.
  - Робин Лопес, американский баскетболист.
- 1989 — Ян Блокхёйсен, нидерландский конькобежец, олимпийский чемпион (2014).
- 1992 — Дэн Линьлинь, китайская гимнастка, двукратная олимпийская чемпионка.
- 1994 — Гено Петриашвили, грузинский борец вольного стиля, многократный чемпион мира.
- 1997 — Эйса Баттерфилд, английский актёр.

## Скончались
См. также: Категория:Умершие 1 апреля

### До XIX века
- 676 — Джувайрия бинт аль-Харис (р. 608), одна из жён пророка Мухаммеда.
- 1282 — Абака-хан, второй ильхан государства Хулагуидов (р. 1234)[7].
- 1404 — Евфимий Суздальский (р. 1316), основатель и архимандрит Спасо-Евфимиева монастыря, святой Русской православной церкви.
- 1548 — Сигизмунд I Старый (р. 1467), великий князь литовский, король польский (с 1506).
- 1602 — Пьетро Фаччини (р. 1562), итальянский художник.

### XIX век

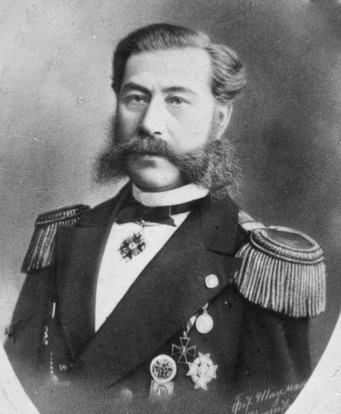
Можайский

- 1802 — Жозеф Дюплесси (р. 1725), французский художник-портретист.
- 1856 — Филипп Вигель (р. 1786), русский писатель-мемуарист, вице-губернатор Бессарабии.
- 1863 — Якоб Штейнер (р. 1796), швейцарский математик, один из основателей современной синтетической геометрии.
- 1865 — Джудитта Паста (р. 1798), итальянская оперная певица.
- 1890 — Александр Можайский (р. 1825), русский изобретатель, контр-адмирал.

### XX век

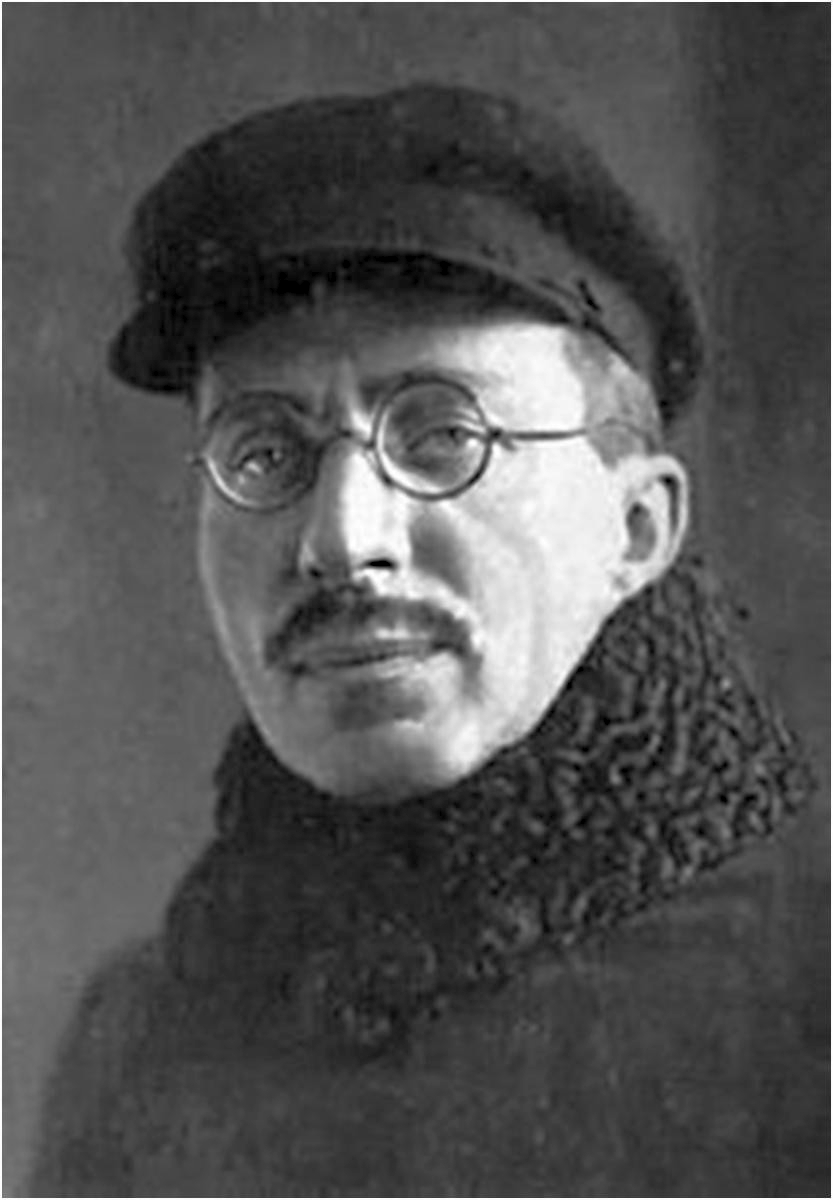
Макаренко

- 1906 — Коста Хетагуров (р. 1859), поэт, основоположник осетинской литературы.
- 1915 — Иоганн Йозеф Аберт (р. 1832), немецкий композитор и капельмейстер.
- 1917 — Скотт Джоплин (р. 1818), афроамериканский композитор и пианист.
- 1918 — расстрелян Павел Ренненкампф (р. 1854), русский военный деятель, генерал от кавалерии.
- 1922 — Карл I (р. 1887), последний император Австро-Венгрии (1916—1918).
- 1926 — Александра Калмыкова (р. 1850), русская революционерка, общественный деятель.
- 1939 — Антон Макаренко (р. 1888), советский педагог и писатель.
- 1947
  - Георг II (р. 1890), король Греции (1922—1924 и 1935—1947).
  - Франц Зельдте (р. 1882), немецкий политик и государственный деятель, рейхсминистр труда (1932—1945).
- 1962 — Мишель де Гельдерод (р. 1898), бельгийский писатель и драматург.
- 1965 — Элена Рубинштейн (р. 1872), предприниматель, основательница косметической линии и сети магазинов в США, Франции, Великобритании.
- 1966
  - Димитр Димов (р. 1909), болгарский писатель и драматург, автор антифашистских романов.
  - Фланн О’Брайен (наст. имя Бриан О’Нуаллан; р. 1911), ирландский писатель и журналист.
- 1968 — Лев Ландау (р. 1908), советский физик, академик АН СССР, лауреат Нобелевской премии (1962).
- 1976 — Макс Эрнст (р. 1891), франко-германский художник, скульптор.
- 1977 — Владимир Осенев (р. 1908), советский актёр, народный артист РСФСР.
- 1981
  - Агния Барто (р. 1901), русская советская писательница, автор стихов для детей.
  - Расул Рза (р. 1910), народный поэт Азербайджанской ССР, Герой Социалистического Труда.
- 1984 — Марвин Гэй (р. 1939), американский певец, аранжировщик, музыкант-мультиинструменталист, автор песен и музыкальный продюсер.
- 1985 — Ираклий Тоидзе (р. 1902), грузинский советский живописец и график.
- 1987 — Владимир Попов (р. 1930), советский художник и режиссёр мультипликационного кино, сценарист.
- 1991
  - Марта Грэм (р. 1894), американская танцовщица, хореограф, педагог и режиссёр.
  - Рина Зелёная (р. 1901), актриса эстрады, театра и кино, народная артистка РСФСР.
  - Детлев Карстен Роведдер (р. 1932), западногерманский политик, глава трастового фонда Treuhand, занимавшегося приватизацией предприятий ГДР.
- 1992 — Константин Сергеев (р. 1910), артист балета, балетмейстер и педагог, народный артист СССР.
- 1994 — Робер Дуано (р. 1912), выдающийся французский фотограф.
- 1997 — Николай Байтеряков (р. 1923), народный поэт Удмуртии.
- 1998 — покончил с собой Розз Уильямс (при рожд. Роджер Ален Пейнтер; р. 1963), американский музыкант, участник «Christian Death», «Shadow Project» и др. групп.

### XXI век
- 2002
  - Александр Коваленко (р. 1943), советский футболист.
  - Симо Хяюхя (р. 1905), финский снайпер, один из самых результативных в истории.
- 2006 — Юрий Мазурок (р. 1931), оперный певец (баритон), народный артист СССР.
- 2008 — Лев Дёмин (р. 1923), советский и российский востоковед, журналист-международник, историк.
- 2010 — Генри Эдвард Робертс (р. 1941), американский инженер-электронщик, «отец» персонального компьютера.
- 2014 — Жак Ле Гофф (р. 1924), французский историк-медиевист.
- 2015
  - Синтия Леннон (р. 1939), первая жена британского музыканта Джона Леннона.
  - Мисао Окава (р. 1898), японская долгожительница, старейший житель планеты.
- 2016 — Патрисия Томпсон (р. 1926), американский философ и писатель, дочь Владимира Маяковского.
- 2017 — Евгений Евтушенко (р. 1932), русский советский поэт и прозаик, лауреат Государственных премий СССР и РФ.
- 2018 — Иван Давыдов (р. 1918), советский государственный деятель, заместитель министра торговли СССР (1969—1987).
- 2019 — Вонда Макинтайр (р. 1948), американская писательница-фантаст.
- 2022 — Александра Яковлева (р. 1957), советская и российская актриса театра и кино, кинорежиссёр и общественно-политический деятель.
- 2024
  - Владимир Банных (р. 1952), советский и российский художник-постановщик, актёр.
  - Гудрат Исмаилзаде (р. 1934), азербайджанский и советский археолог, доктор исторических наук.
  - Джо Флаэрти (р. 1941), американский стендап-комедиант и актёр.
- 2025 — Вэл Килмер (р. 1959), американский киноактёр.

## Народный календарь, приметы и фольклор Руси
Хризант. Дарья Грязная.
- Какова погода, такова и 1 октября будет и наоборот.
- Грязные проруби, пролубница, грязнопруд, поплавиха, охлади проруби, тают снега, засори, замарай проруби.
- Если вешняя вода идёт с шумом — травы хорошие бывают, а когда тихо — плохая трава вырастет. С этого дня белили холсты[8].
- Первого апреля просыпается домовой, и потому нужно всячески обманывать друг друга, чтобы сбить его с толку.
- В апреле девицы стараются обмануть как можно больше людей, думая, что в таком случае женихи не обманут их[9].